# 财富、虚拟财富及负债
《财富、虚拟财富及负债》是诺贝尔化学奖得主弗雷德里克·索迪于1926年撰写的一本经济类书籍。它讨论了货币政策、社会以及能量在经济体系中所扮演的角色。
在这本书中，索迪批判了经济学中对货币财富的关注。他主张，“真实”财富的衡量应基于人类利用能量加工原料而得到的实物与服务。索迪的经济类著作在其时代并未得到重视，却成为生态经济学在20世纪末发展的重要支撑。

## 書中佳句
- “货币——在人能用它获取某物之前——什么都不是。”
- “这个时代的主要志趣就是将财富转变为债务”

## 參见
- 生态经济学